# Kaplica Maryi na przełęczy Otome
Kaplica Maryi na przełęczy Otome (jap. 乙女峠マリア聖堂 Otome-tōge Maria Seidō) – kaplica katolicka i sanktuarium maryjne w Tsuwano (prefektura Shimane) w Japonii.

## Historia
Nazwa Otome-tōge pochodzi od przełęczy górskiej (tōge), na której się znajduje. Miejsce, na którym zbudowano kaplicę jest związane z prześladowaniami chrześcijan w Japonii i z objawieniami maryjnymi.
W 1865 roku japońscy „ukryci chrześcijanie” (kakure-kirishitan) po ponad 220 latach ujawnili się przed ks. B. Petitjeanem w kościele Ōura w Nagasaki. Miejscowe władze japońskie zareagowały na to masową deportacją ok. 3500 chrześcijan z okolic Nagasaki do różnych odległych miejscowości na wyspie Honsiu (Honshū). 
W 1870 grupa 36 chrześcijan z Urakami została uwięziona w opuszczonej świątyni buddyjskiej Kōrin-ji w Tsuwano i tam zmuszano ich do wyrzeczenia się wiary, ale bez skutku. Wówczas zaczęto ich torturować, zamykając zimą nagich w ciasnych klatkach, znęcając się nad nimi i po kolei ich mordując. 
Najsłabszym z nich był 30-letni Yasutarō i pozostali obawiali się, że załamie się pod wpływem tortur. Jednak Yasutarō był spokojny i z uśmiechem czekał na śmierć. Opowiedział, że wielokrotnie pojawiła się przed nim Matka Boża w pięknej i jaśniejącej postaci i mówiła mu „cudowne rzeczy”. Śmierć tych męczenników była jednym z ostatnich tragicznych wydarzeń, związanych z prześladowaniem chrześcijan w Japonii. Zaledwie 3 lata później oficjalnie zalegalizowano chrześcijaństwo w tym kraju.
W 1939 biskup Hiroszimy zakupił miejsce po dawnej świątyni Kōrin-ji, a w 1951 wzniesiono w tym miejscu drewnianą kaplicę. Witraż w jej wnętrzu przedstawia scenę objawienia. Obok znajduje się krzyż i tablica pamiątkowa ku czci męczenników, a za kaplicą jest pomnik, przedstawiający ukazanie się Matki Bożej uwięzionemu Yasutarō. Co roku, 3 maja z głównego katolickiego kościoła w Tsuwano wyrusza procesja i podąża tzw. Drogą Krzyża (Jūjika-no-Michi) do kaplicy.

## Galeria

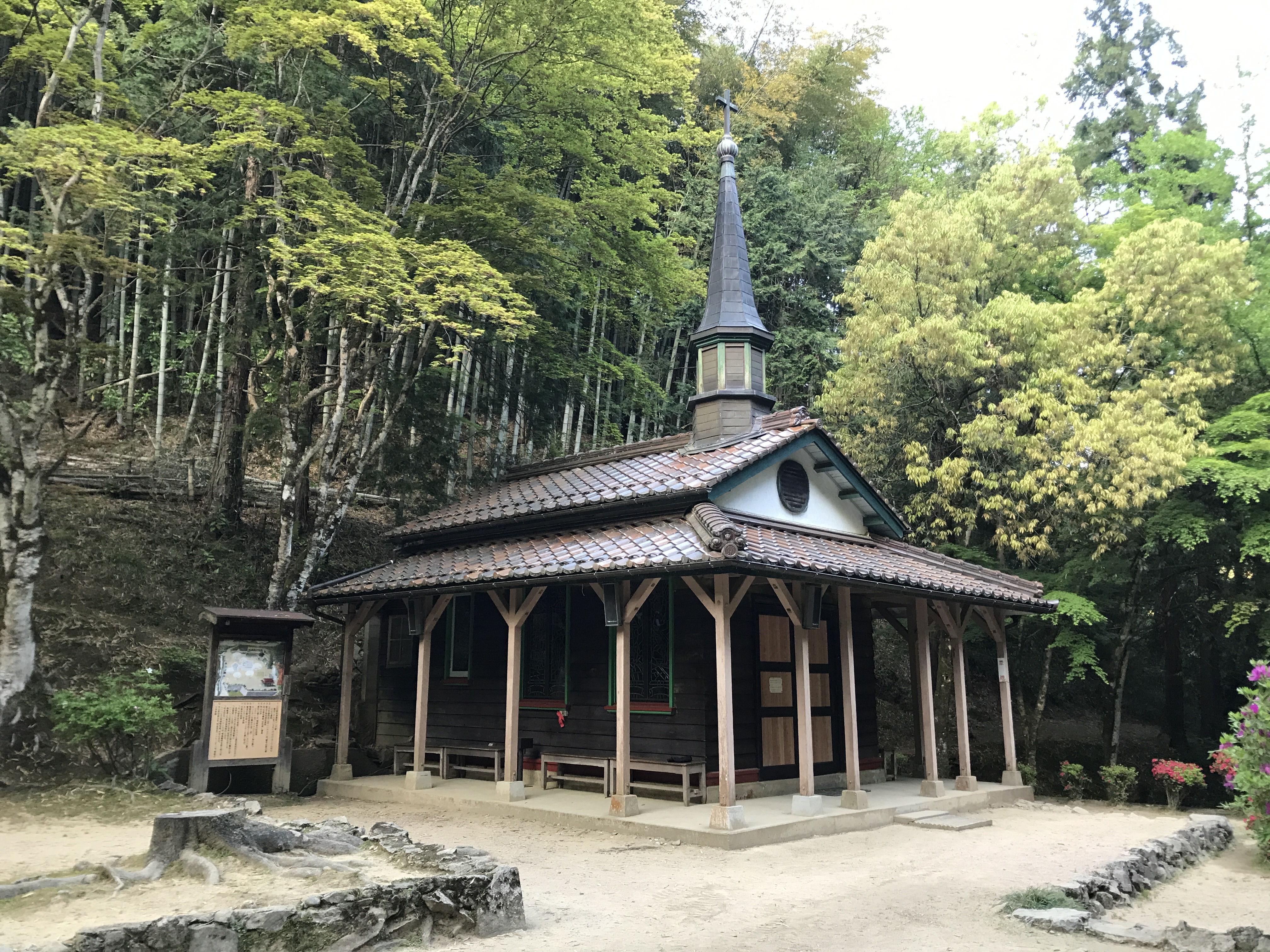
Kaplica Maryi
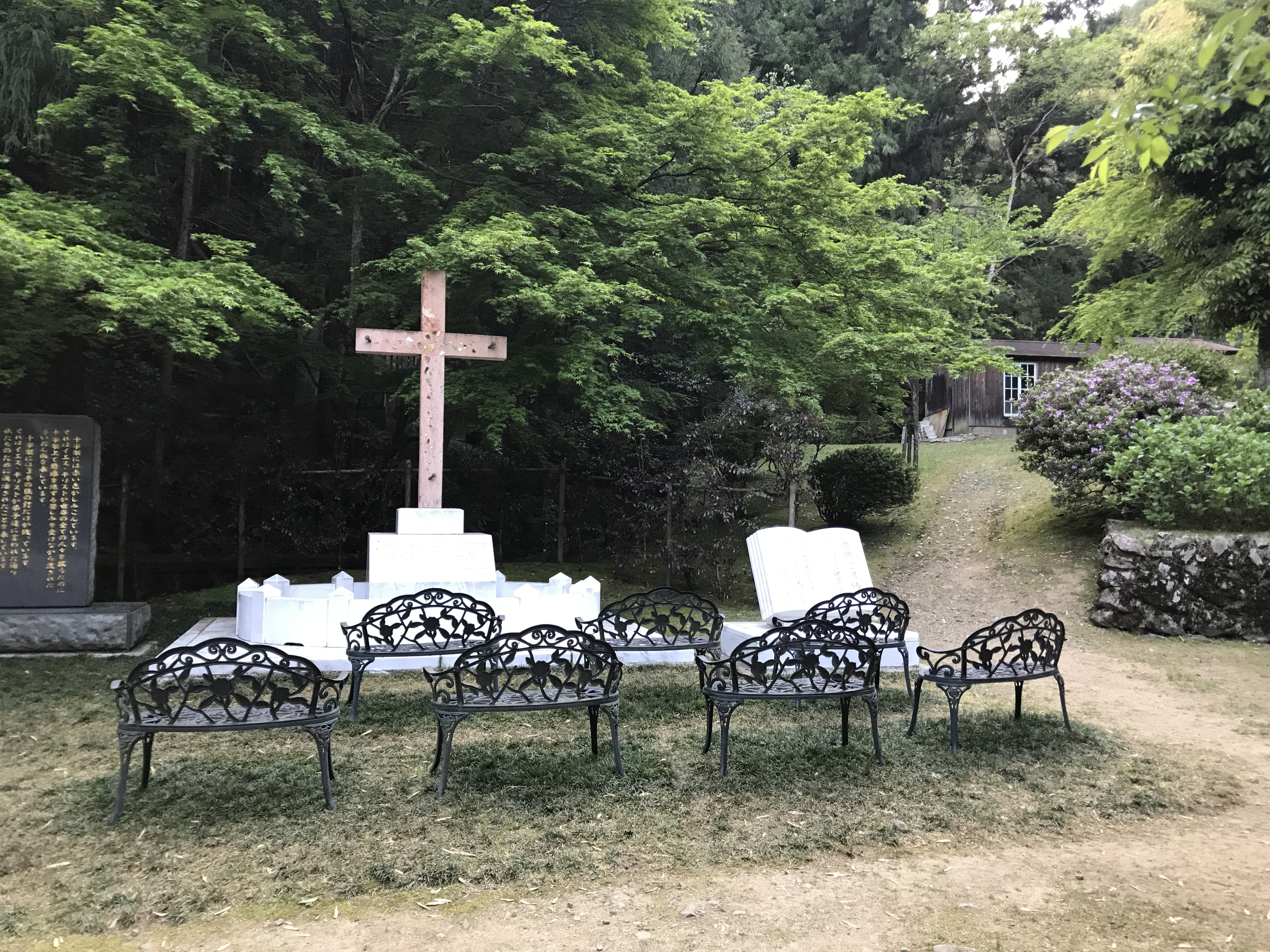
Krzyż pamiątkowy
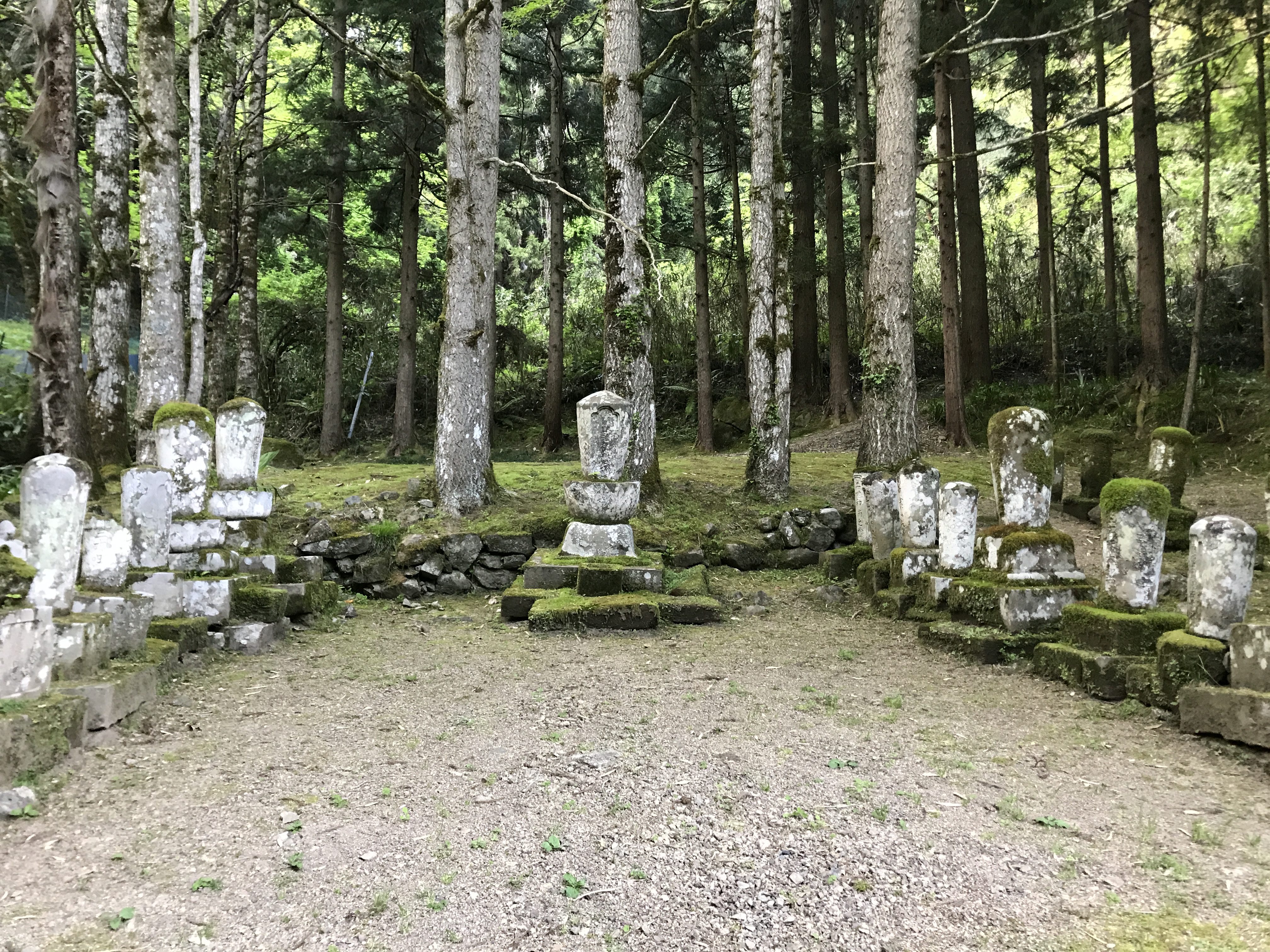
Symboliczne groby męczenników
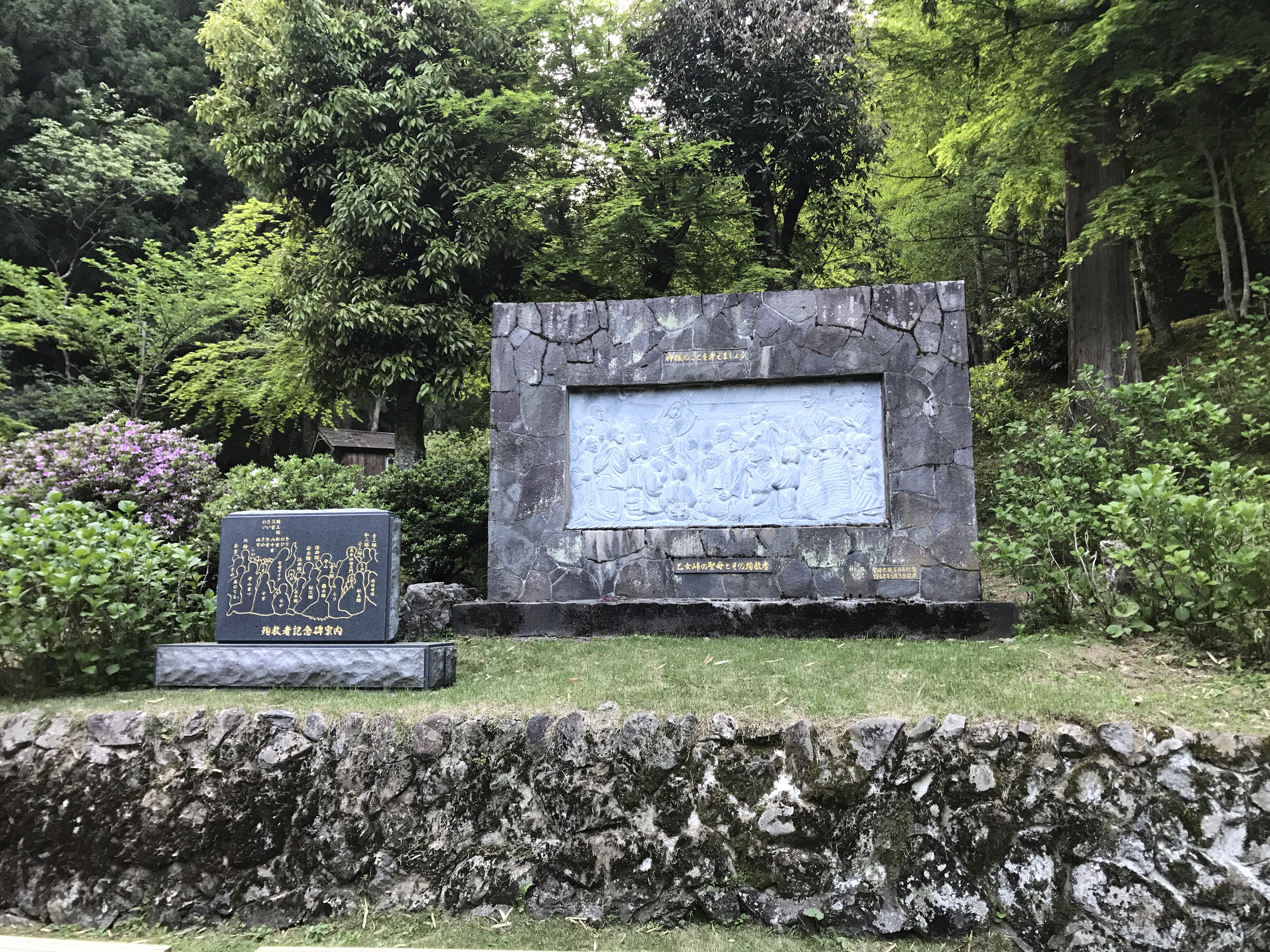
Tablica pamiątkowa
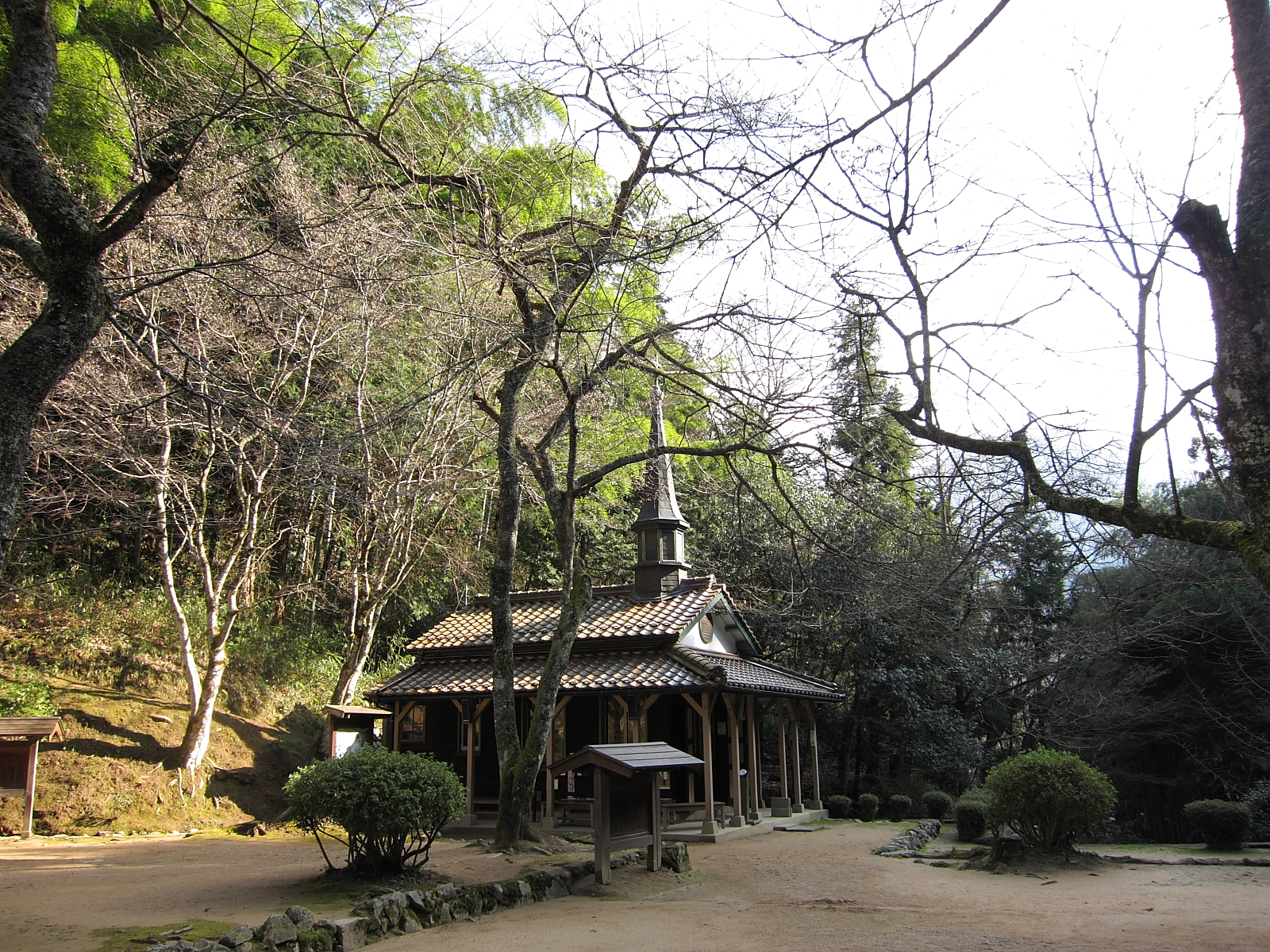